# Episodi di Cannon (prima stagione)
La prima stagione della serie televisiva Cannon è stata trasmessa in anteprima negli Stati Uniti d'America dalla CBS tra il 14 settembre 1971 e il 14 marzo 1972.
| nº | Titolo originale            | Titolo italiano            | Prima TV USA      | Prima TV Italia |
| -- | --------------------------- | -------------------------- | ----------------- | --------------- |
| 1  | The Salinas Jackpot         | Sotto la maschera          | 14 settembre 1971 |                 |
| 2  | Death Chain                 | La catena della morte      | 21 settembre 1971 |                 |
| 3  | Call Unicorn                | Il dieci per cento         | 28 settembre 1971 |                 |
| 4  | Country Blues               | La vedova nera             | 5 ottobre 1971    |                 |
| 5  | Scream of Silence           | L'urlo del silenzio        | 12 ottobre 1971   |                 |
| 6  | Fool's Gold                 | Un sogno impossibile       | 19 ottobre 1971   |                 |
| 7  | Girl in the Electric Coffin |                            | 26 ottobre 1971   |                 |
| 8  | Dead Pigeon                 | Il piccione morto          | 9 novembre 1971   |                 |
| 9  | A Lonely Place to Die       | Una casa in riva al mare   | 16 novembre 1971  |                 |
| 10 | No Pockets in a Shroud      | L'eredità                  | 23 novembre 1971  |                 |
| 11 | Stone, Cold Dead            | Passaggio fatale           | 30 novembre 1971  |                 |
| 12 | Death Is a Double-Cross     | L'impiegato modello        | 7 dicembre 1971   |                 |
| 13 | The Nowhere Man             |                            | 14 dicembre 1971  |                 |
| 14 | Flight Plan                 | Una fuga perfetta          | 28 dicembre 1971  |                 |
| 15 | Devil's Playground          | Scambio di persona         | 4 gennaio 1972    |                 |
| 16 | Treasure of San Ignacio     | Il tesoro di Sant'Ignazio  | 11 gennaio 1972   |                 |
| 17 | Blood on the Vine           | Sangue tra le viti         | 18 gennaio 1972   |                 |
| 18 | To Kill a Guinea Pig        | Perché uccidere la cavia   | 1º febbraio 1972  |                 |
| 19 | The Island Caper            |                            | 8 febbraio 1972   |                 |
| 20 | A Deadly Quiet Town         |                            | 15 febbraio 1972  |                 |
| 21 | A Flight of Hawks           | Colpo di stato             | 22 febbraio 1972  |                 |
| 22 | The Torch                   | L'incendiario              | 29 febbraio 1972  |                 |
| 23 | Cain's Mark                 |                            | 7 marzo 1972      |                 |
| 24 | Murder by Moonlight         | Omicidio al chiaro di luna | 14 marzo 1972     |                 |